# Chrysometa flava
Chrysometa flava este o specie de păianjeni din genul Chrysometa, familia Tetragnathidae. A fost descrisă pentru prima dată de O. P.-cambridge, 1894. Conform Catalogue of Life specia Chrysometa flava nu are subspecii cunoscute.